# TCI M89SR狙撀步槍
TCI M89SR（全寫：Model 89 Sniper Rifle，意為：89型狙擊步槍）是一款由總部設在以色列特拉维夫的技術顧問國際公司（TCI）專門為特種部隊研製及生產的氣動式操作犢牛式改進型半自動狙击步枪，發射7.62×51毫米北約口徑步枪子彈。

## 歷史
M89SR的前身為1980年代由以色列紅寶石公司首度推出的紅寶石M36狙擊手武器系統（英語：Sniper Weapon System，SWS）。當時以色列國防軍改裝而成的M14 SWS逐漸過時，需要換裝新型狙撀武器。
M36 SWS的設計目的是為了要取代M14 SWS。它與相同時期研製的IMI Galat'z（加利爾7.62毫米口徑的狙擊型）一起參與競標，以軍將M36 SWS、IMI Galat'z和將要取代的M14 SWS一起進行了對比試驗，期間M36 SWS在射擊精度方面的表現最好，而且性能可靠、尺寸緊湊，因此以軍一次性訂購了1,300套M36 SWS。
雖然如此，但是紅寶石公司卻無法獲得足夠的融資和技術資源以完成以色列國防軍訂購數量。最終M36 SWS和IMI Galat'z都未能取代M14 SWS，因此M14 SWS繼續使用了11年，直到1997年才被美国M24 SWS所取代。
1990年代，當紅寶石公司倒閉以後，技術顧問國際公司（TCI）獲得了M36 SWS的生產許可證。他們亦對M36 SWS作出了一些的調整，如新增了新型的碳纖維槍托，並且改稱為M89SR。
M89SR步槍被以色列國防軍在城市戰爭以及在戰場上使用。該步槍即使裝上了消聲器，仍要比突击步枪短得多，所以很容易地掩蓋其存在。它也相對地比較輕便，和比其他狙擊步槍更為準確。
M89SR步槍只有一小批被以色列國防軍的便衣特種部隊“櫻桃”偵察隊所使用。但它在國外卻比較成功，而且賣給了一些特種部隊。

## 設計
M89SR與其前身M36 SWS一樣以美國M14自动步枪為藍本，但修改為犢牛式佈局，並且使用相同的7.62×51毫米北約口徑彈藥。不過其精度非常的高，在競標期測試之中使用以軍配發的IMI M852 168格令彈藥，最好的一組射彈散佈能夠達到1角分；而當採用更好的比賽等級彈藥（比如M118LR 175格令彈藥）之時，M36 SWS甚至可達以達到0.75角分。
經過技術顧問國際公司的改進以後，M89SR的性能又有所上升。由於採用了犢牛式佈局，因此M89SR的自由浮動式槍管全長為560毫米（22.05英吋），但全長槍長度只有850毫米（33.46英吋），即使加裝了消聲器也僅為1,030毫米（40.55英吋）。M89SR通用M14自動步槍的20發可拆式雙排彈匣，裝滿實彈以後的全重為6.28公斤（13.85磅），再加裝上消聲器以後則是7.03公斤（15.5磅）。由於尺寸緊湊而且重量輕便，因此非常適合城市環境以下的戰鬥行動；又由於其射擊精度高，也很適合開闊場地的戰鬥。由於是狙擊武器，因此只有半自動射擊能力。

## 使用國
- 以色列
  - 以色列國防軍便衣特種部隊“櫻桃”偵察隊

## 資料來源
1. ↑  M14 VS M1 Garand
2. ↑  .   [2013-10-29]. （原始内容存档于2013-11-14）.

## 外部連結
- （英文）—Modern Firearms—TCI / TEI M89SR sniper rifle（页面存档备份，存于）
- （英文）—Docstoc－M89SR Sniper Rifle
- （英文）—Sniper Central－T.C.I. M89-SR
- （简体中文）—D Boy Gun World（槍炮世界）—TCI M89狙击步枪（页面存档备份，存于）
- （繁體中文）—新華網—巷戰利器：M89SR狙擊步槍（页面存档备份，存于）